# Elo (álbum de Jorge Vercillo)
Elo é um álbum de Jorge Vercillo, lançado em 2002, contendo 14 faixas, que superou a vendagem de 1,5 milhões de cópias, conquistando um disco de diamante. É considerado o "divisor de águas" da carreira do artista. Nele se apresentam sucessos nacionais de sua carreira, como a música "Que Nem Maré" (música mais executada nas rádios do país em 2002, alcançando o primeiro lugar por 6 meses). "Homem-Aranha" (hit single que vem em seguida, repetindo o sucesso da primeira "Que Nem Maré", e novamente sendo a Top 1 das paradas de sucesso do final de 2002 e 2003, sendo considerada também, um grande sucesso de sua carreira). Com um arranjo pop rock misturado com R&B, sobre um romance de ilusão á história do super-herói da Marvel Comics Homem-Aranha, intitulando-a, é a música que inicia o álbum. No mesmo ano, a música "Reino das Águas Claras", fez parte da série Sítio do Picapau Amarelo de 2001, estreada na Rede Globo, que posteriormente, acabaria entrando para o disco ELO, assim como "Fênix", (música que fez parte da minissérie "A Casa das Sete Mulheres" (2003), sendo exibida pela emissora de televisão Rede Globo), foi o tema da progonista principal da minissérie.

## Músicas
Faixas do álbum Elo:
1. Homem-Aranha  (Jorge Vercillo)
2. Que Nem Maré  (Jorge Vercillo)
3. Suave  (Jorge Vercillo)
4. Do Jeito Que For  (Marcelo Miranda/Jorge Vercillo)
5. Suspense  (Zeppa/Jorge Vercillo)
6. Celacanto  (Jota Maranhão/Jorge Vercillo)
7. Raiou  (Jorge Vercillo)
8. Amanheceu  (Jorge Vercillo)
9. Fênix  (Flávio Venturini/Jorge Vercillo)
10. Quase  (Jorge Vercillo)
11. Rima  (Jorge Vercillo)
12. Olhos de Nunca Mais  (Jorge Vercillo/Bráulio Tavares)
13. O Reino das Águas Claras  (Jorge Vercillo)
14. Que Nem Maré (Memê Mix)

## Temas
- Fênix - A Casa das Sete Mulheres[1]
- O Reino das Águas Claras - Sítio do Pica-Pau Amarelo[1]